# Cybele (planetka)
(65) Cybele je planetka nacházející se v hlavním pásu asteroidů. Její průměr činí asi 237 km. Byla objevena 8. března 1861 německým astronomem E. W. L. Tempelem.